# Valea Nacului
Valea Nacului – wieś w Rumunii, w okręgu Bacău, w gminie Sascut. W 2011 roku liczyła 202 mieszkańców.